# 西台峡沿遗址
西台峡沿遗址，位于中国青海省共和县东巴乡索尔加村，为青海省市县级文物保护单位，公布日期为1988年5月20日，类型为古遗址。
西台峡沿遗址的历史年代为卡约文化。